# 1995 en Ontario
Chronologie de l'Ontario
- 1991
- 1992
- 1993
- 1994
- 1995
- 1996
- 1997
- 1998
- 1999

Cette page concerne des événements d'actualité qui se sont produits durant l'année 1995 dans la province canadienne de l'Ontario.

## Politique

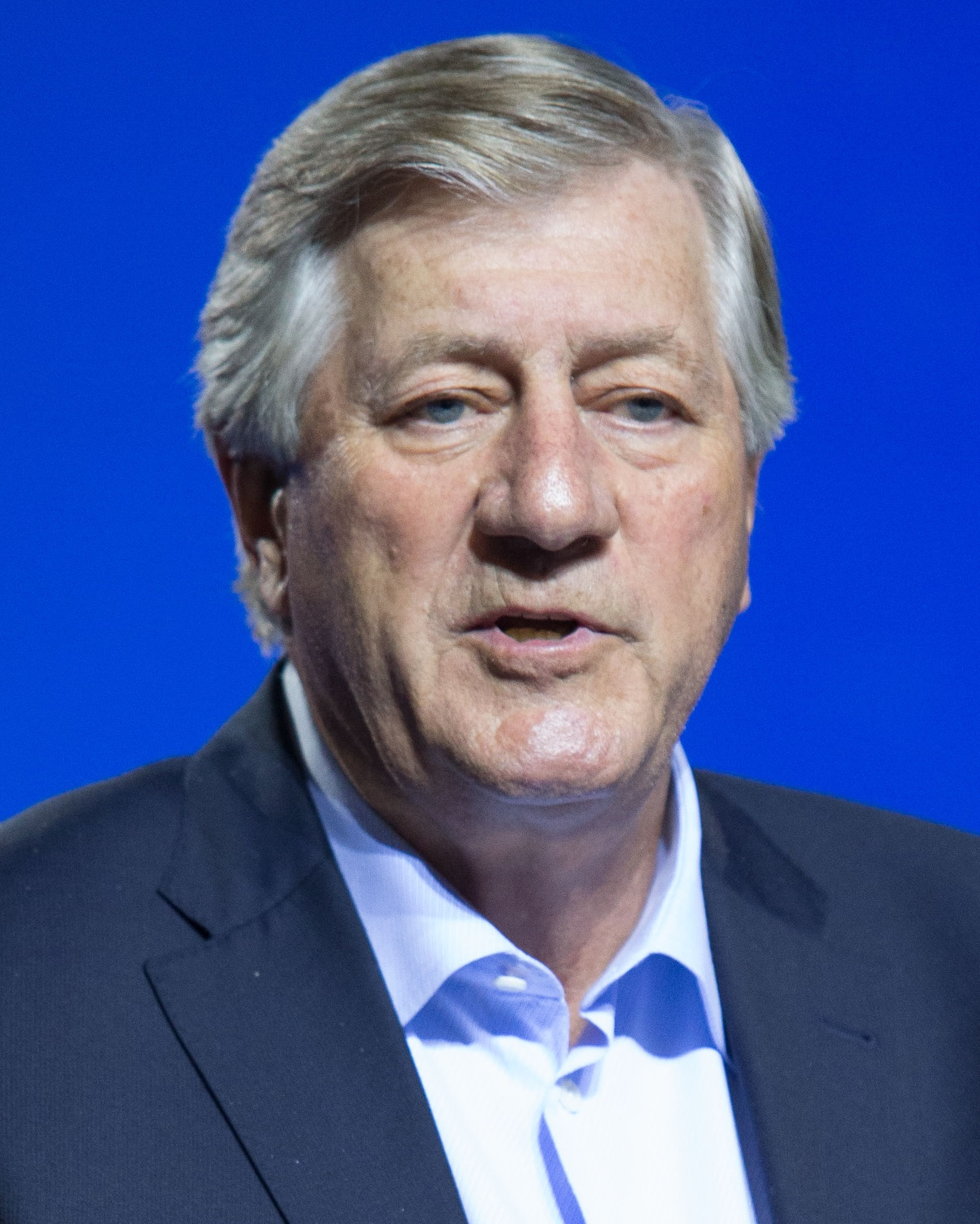
Mike Harris

- Premier ministre : Bob Rae du parti néo-démocrate de l'Ontario puis Mike Harris du parti progressiste-conservateur de l'Ontario.
- Chef de l'Opposition :
- Lieutenant-gouverneur :
- Législature : 35e puis 36e

## Événements
- 8 juin : élection générale en Ontario — le gouvernement du Nouveau Parti démocratique est défait par le Parti progressiste-conservateur qui forme un gouvernement majoritaire sous Mike Harris.

## Décès
- 6 mai : John Black Aird (en), 23e lieutenant-gouverneur de l'Ontario (° 5 mai 1923).
- 2 août : Brian Smith (en), joueur de hockeyr sur glace (° 6 septembre 1940).
- 30 novembre : Philip Givens (en), 54e maire de Toronto (° 24 avril 1922).
- 2 décembre : Robertson Davies, romancier, dramaturge, critique, journaliste et professeur (° 28 août 1913).